# Para-Eishockey Club Berlin
Der Para-Eishockey Club Berlin ist ein Para-Eishockeyverein aus Berlin, der 2019 gegründet wurde. Er ging aus der Para-Eishockeyabteilung des ECC Preussen Berlin hervor, die 2014 erstmals an der Deutschen Sledge-Eishockey Liga teilnahm.

## Geschichte
Mit dem ECC Preussen Berlin ging 2014 erstmals eine Mannschaft aus Berlin in der Deutschen Sledge-Eishockey Liga an den Start. Im Mai 2019 gründete sich mit dem Para-Eishockey Club Berlin ein eigenständiger Para-Eishockeyverein. Der ECC Preussen ging 2020 insolvent und wurde aufgegelöst. Das Logo der Para-Eishockey Clubs zeigt einen stilisierten Adlerkopf. Es ähnelt dem der SCC Adler Berlin, die ebenfalls aus dem ECC Preussen hervorgingen.
Bis 2022 traten die Berliner Mannschaften immer in Spielgemeinschaften an:
- 2014–2016: SG Preussen/Sachsen (ECC Preussen Berlin, Cardinals Dresden)
- 2016/17: keine Teilnahme
- 2017/18: SpvG Süd-Ost (ECC Preussen Berlin, Cardinals Dresden, ESV Dachau Woodpeckers)
- 2018/19: Angry Birds (ECC Preussen Berlin, Cardinals Dresden, ESV Dachau Woodpeckers)
- 2019–2022: SG Berlin/Freiburg (Para-Eishockey Club Berlin, EHC Freiburg)

Seit 2022 tritt der Para-Eishockey Club Berlin unter eigenem Namen an.

## Saisonstatistik
Abkürzungen: Sp = Spiele, S = Siege, N = Niederlagen, nP = nach Penaltyschießen, TD = Tordifferenz, Pkt = Punkte, Platz = Platzierung (Hauptrunde), Tln = Anzahl der Teilnehmer, Playoffs = Platzierung in den Playoffs
| Saison  | Mannschaft                 | Sp              | S               | SnP             | NnP             | N               | Tore            | TD              | Pkt             | Platz (Tln)     | Playoffs        |
| ------- | -------------------------- | --------------- | --------------- | --------------- | --------------- | --------------- | --------------- | --------------- | --------------- | --------------- | --------------- |
| 2014/15 | SG Preussen/Sachsen        | 6               | 3               | 0               | 1               | 2               | 35:13           | +22             | 10              | 2. (4)          | 3.              |
| 2015/16 | SG Preussen/Sachsen        | 12              | 5               | 0               | 0               | 7               | 54:52           | +2              | 15              | 2. (4)          |                 |
| 2016/17 | keine Teilnahme            | keine Teilnahme | keine Teilnahme | keine Teilnahme | keine Teilnahme | keine Teilnahme | keine Teilnahme | keine Teilnahme | keine Teilnahme | keine Teilnahme | keine Teilnahme |
| 2017/18 | SpvG Süd-Ost               | 12              | 1               | 0               | 0               | 11              | 21:108          | −87             | 3               | 4. (4)          |                 |
| 2018/19 | Angry Birds                | 12              | 4               | 0               | 0               | 8               | 43:61           | −18             | 12              | 3. (4)          |                 |
| 2019/20 | SG Berlin/Freiburg         | 6               | 1               | 0               | 0               | 5               | 6:89            | −83             | 3               | 5. (5)          |                 |
| 2021/22 | SG Berlin/Freiburg         | 5               | 1               | 0               | 0               | 4               | 5:73            | −68             | 3               | 5. (5)          |                 |
| 2022/23 | Para-Eishockey Club Berlin | 5               | 0               | 0               | 0               | 5               | 3:69            | −66             | 0               | 6. (6)          | 6.              |
| 2023/24 | Para-Eishockey Club Berlin | 8               | 0               | 0               | 0               | 8               | 7:158           | −151            | 0               | 5. (5)          |                 |
| 2024/25 | Para-Eishockey Club Berlin | 6               | 0               | 0               | 0               | 6               | 8:93            | −85             | 0               | 4. (4)          | 4.              |
|         | Gesamt                     | 72              | 15              | 0               | 1               | 56              | 182:716         | −534            | 46              |                 |                 |
|         | ohne Spielgemeinschaften   | 19              | 0               | 0               | 0               | 19              | 18:320          | −302            | 0               |                 |                 |